# Diane Arkenstone
Diane Arkenstone – amerykańska kompozytorka i wokalistka muzyki new age.

## Życiorys
Diane Arkenstone napisała swój pierwszy utwór w wieku trzech lat, w wieku siedmiu lat rozpoczęła grę na gitarze. Jej pierwszy album Jewel in the Sun wydany w październiku 2002 roku, dotarł w 2005 roku do 11. miejsca Billboardu.
Muzyka Diane obejmuje wiele rodzajów gatunków od muzyki celtyckiej, przez trance, world music, po techno, rock i folk.
Z mężem Davidem Arkenstone założyła wytwórnię Neo Pacifica. Od 2001 roku prowadzi jednak karierę solową.

## Dyskografia

### Albumy studyjne
- The Healing Spirit (2001)
- Aquaria: A Liquid Blue Trancescape (2001)
- Jewel in the Sun (2002)
- African Skies (2003)
- Spirits of the Rainforest (2003)
- Echoes of Egypt (2004)
- Christmas Healing, Vol. 1 (2006)
- Christmas Healing, Vol. 2 (2006)
- Christmas Healing, Vol. 3 (2006)
- This Sacred Land (2009)
- Union Road (2013)[2]

### Kompilacje
- Best of Diane Arkenstone (2005)
- The Best of David and Diane Arkenstone (2010)